# مهندسی سیاسی
مهندسی سیاسی (به انگلیسی:political engineering)  طراحی نظام‌های سیاسی در یک جامعه می‌باشد. مهندسی سیاسی اغلب شامل استفاده از احکام سیاسی نوشته شده کاغذی، در قالب قوانین، همه‌پرسی یا موارد دیگر می‌باشد و برای تلاش برای دستیابی به اثری موردنظر در نظر گرفته‌شده‌است.
معیارها و محدودیت‌های مورد استفاده در چنین طراحی بسته به روش‌های بهینه‌سازی مورد استفاده متفاوت است. معمولاً نظام‌های سیاسی دموکراتیک به عنوان موضوع روش‌های مهندسی سیاسی مناسب تلقی نمی‌شوند. مهندسی سیاسی، با استفاده از روش‌ها یا معیارهای نامطلوب، گاهی می‌تواند نتایج فاجعه‌باری را به همراه داشته باشد، مانند تلاش برای مهندسی چشم‌انداز سیاسی یک کشور قبلاً دموکراتیک با روش‌هایی مانند، برای مثال، کودتا. حکومت نظامی یونان در سالهای ۱۹۶۷–۱۹۷۴ از مهندسی سیاسی با استفاده از کودتا برای انحلال نظام دموکراتیک یونان با نتایج فاجعه باری استفاده کرد. مهندسی سیاسی همچنین می‌تواند برای طراحی روش‌های رأی‌گیری جایگزین در یک سیستم دموکراتیک به کار گرفته شود.
در عرصه اجتماعی، همتای مهندسی سیاسی، مهندسی‌اجتماعی است.